# همایاک کوبولوف
همایاک زاکاری کوبولوف (ارمنی: Հմայակ Զաքարի Քոբուլով؛ روسی: Амаяк Захарович Кобулов؛  ۱۹۰۶ – ۲۶ فوریهٔ ۱۹۵۵) سیاستمدار ارمنی‌تبار اهل اتحاد شوروی بود. وی عضو دستگاه امنیتی و پلیسی شوروی بود.

## زندگی‌نامه
وی در ۱۹۰۶ در تفلیس به دنیا آمد . وی همچنین برنده جوایزی همچون نشان پرچم سرخ کار و نشان پرچم سرخ شد. در سال ۱۹۵۳ دستگیر، ۱ اکتبر ۱۹۵۴ محکوم به اعدام شد و سرانجام در ۲۶ فوریه ۱۹۵۵ در سن ۴۹ سالگی در مسکو تیرباران شد.